# USS Brumby (FF-1044)
USS Brumby foi um contratorpedeiro da Classe Garcia da Marinha dos Estados Unidos. Foi reclassificado posteriormente como fragata.

## História
O Brumby foi construído no início dos anos 1960, e lançado ao mar em 6 de junho de 1964 sendo comissionado no ano seguinte, permaneceu a serviço da Marinha dos Estados Unidos no período de 1965 a 1988. Foi emprestado para a Marinha do Paquistão aonde recebeu o nome de Harbah. O navio foi devolvido aos Estados Unidos em 1994, após a recusa do Paquistão de não interromper o seu programa de desenvolvimento de armas nucleares. A fragata foi desmontada no mesmo ano.